# Botsvania cretacea
Botsvania cretacea (лат.) — ископаемый вид мелких наездников, единственный в роде Botsvania из семейства Evaniidae (эваноидные перепончатокрылые). Меловой период: туронский ярус (около 90 млн лет). Южная Африка: Ботсвана (Orapa).

## Описание
Мелкие перепончатокрылые насекомые, длина около 4 мм; усики — 3,4 мм; мезосома — 1,3 мм; переднее крыло — 2 мм; задние бёдра — 2 мм. Прескутум и скутеллюм груди треугольновидные. Усики 15—16-члениковые. Крыловая жилка RS+M параллельна с жилкой Cu. Птеростигма мелкая. Между брюшком и грудкой расположен длинный субцилиндрический петиоль, он в 3 раза длиннее своей ширины и примерно равен длине скутума. 
Вид был впервые описан в 2007 году российским гименоптерологом и палеоэнтомологом Александром Павловичем Расницыным (Палеонтологический институт РАН, Москва) и африканским энтомологом Денисом Бразерсом (Denis J. Brothers; School of Biological and Conservation Sciences, Университет Квазулу-Натал, Scottsville, Питермарицбург, ЮАР) и назван по месту и времени обнаружения типовой серии (Ботсвана). 
От других ископаемых родов Evanioidea (американских Grimaldivania Basibuyuk, Fitton, Rasnitsyn & Quicke, 2000, Newjersevania Basibuyuk, Quicke & Rasnitsyn, 2000, Mesevania Basibuyuk & Rasnitsyn, 2000, сибирского Cretevania Rasnitsyn, 1975, китайского Procretevania Zhang & Zhang, 2000, ливанских Proparevania Deans in Deans et al. 2004, Eovernevania Deans in Deans et al. 2004 и Lebanevania Basibuyuk, Rasnitsyn, Fitton & Quicke, 2002) отличается жилкованием крыльев и другими особенностями строения груди и усиков.